# De otro mundo
De otro mundo es el segundo álbum de estudio de la banda argentina Lourdes; fue lanzado en 2007 en Argentina

## Lista de canciones
1. "Yo te hacía bien" (Lourdes Fernández, Cano, H. Ripoll) – 2:53
2. "No me importa nada" (Lourdes Fernández, H. Ripoll, Cano) – 3:25
3. "No volveré a Marte" (Lourdes Fernández, Cano, H. Ripoll) – 2:57
4. "Te Vas" (Lourdes Fernández, Cano, H. Ripoll) – 2:51
5. "Mira" (Lourdes Fernández, Cano, H. Ripoll) – 3:11
6. "Dime" (Lourdes Fernández, Cano, H. Ripoll) – 4:20
7. "Línea de Entel" (Lourdes Fernández,H. Ripoll, Cano) – 2:52
8. "Chik a Normal" (Lourdes Fernández, H. Ripoll, Cano) – 3:13
9. "Fugitiva" (Lourdes Fernández, H. Ripoll, Cano) – 2:20
10. "De otro mundo" (Lourdes Fernández, Cano, H. Ripoll) - 3:43
11. "Somos Uno" (Lourdes Fernández, Cano, H. Ripoll) - 3:25

### Pista extra
1. "Lunatika"  bonus track

## Sencillos
- De otro mundo (by Stella Raval) (2007)(#1, ARG)
- Yo te hacía bien (2007)(#1, ARG)

## Video Clips
- De otro mundo (2007) (#1, Mtv Sur - Los 10+ Pedidos)
- Yo te hacía bien (2007) (#1, Mtv Sur - Los 10+ Pedidos)

- Datos: Q5800788